# Hordeum procerum
Hordeum procerum là một loài thực vật có hoa trong họ Hòa thảo. Loài này được Nevski mô tả khoa học đầu tiên năm 1941.